# 福岡工業大学附属城東高等学校
福岡工業大学附属城東高等学校（ふくおかこうぎょうだいがくふぞく じょうとうこうとうがっこう）は、福岡県福岡市東区和白東三丁目にある私立高等学校。

## 概要

### 学科・募集人員[1]
- 普通科
  - I類特別選抜 25名
  - I類 50名
  - II類特別選抜 60名
  - II類 215名
- 電気科スペシャリストコース 30名（後述の電子情報科スペシャリストコース）とあわせて
- 電子情報科スペシャリストコース
- 電気科 85名
- 電子情報科 85名

### 校歌
「プロフェッサー・ビジット（PROFESSOR VISIT）」
- 作詞:大津あきら 作曲:鈴木キサブロー 編曲:宮下博次
- 3番まで存在し、「福工大...福工大城東高校」で終わる。
- 「2018年度プロフェッサー・ビジット」が2018年10月4日に開催された。国立大学13校の教員が全国各地の高校を訪れ、最先端の研究成果や、大学での学びの楽しさを伝える企画で、熊本大学永青文庫研究センター長の稲葉継陽教授による、タイトル「日本における民主制の起源 戦国時代研究の最前線から」についての出張講義を行った[2]。

### 歴代校長
- 前校長：園田義男（柔道家、元軽量級世界チャンピオン）
- 現校長：佐伯道彦

## 沿革
- 1958年 - 西戸崎（現・福岡市東区）にて福岡電波高等学校として開学
- 1967年 - 学校法人福岡電波学園が事実上の倒産
- 1968年 - 破産宣告を受ける
- 1971年 - 和議成立により破産終結
- 1973年 - 学校法人福岡工業大学に名称変更
- 1974年 - 福岡工業大学附属高等学校に校名変更
- 1992年 - 第64回選抜高等学校野球大会出場（初出場）
- 1997年 - 第79回全国高等学校野球選手権大会出場（初出場）
- 2001年 - 福岡工業大学附属城東高等学校に校名変更
- 2002年 - 第74回選抜高等学校野球大会出場（10年ぶり2回目）
- 2004年 - 第76回選抜高等学校野球大会出場（2年ぶり3回目）
- 2006年 - 第88回全国高等学校野球選手権大会出場（9年ぶり2回目）

## 入試形態
- 専願入試
- 前期入試
- 後期入試

## 学校行事
4月
入学式、
前期始業式、
新入生宿泊研修、
新入生歓迎行事
5月
第一回定期考査
6月
体育祭、
第二回定期考査
7月
三者面談
9月
文化祭、
第三回定期考査
10月
前期終業式、
後期始業式、
教師の日
11月
開学記念日、
第四回定期考査、
吹奏楽部定期演奏会
12月
三者面談
1月
修学旅行、
専願入試
2月
前期入試、
後期入試、
予餞会、
表彰式、
卒業式
3月
柔剣道クラスマッチ、
三者面談、
後期終業式、
ニュージーランド語学研修、
東京京都キャンパスツアー

## 奨学金制度
福岡工業大学附属城東高等学校HP参照
学業やスポーツ・文化面において優秀で、かつ意欲の高い生徒を対象に城東特待生として採用される。学業および部活動。

### 学業
学業優秀で、学習意欲の高い生徒を対象に、入試成績や調査書等を総合的に評価して選考を行い採用される。入試形態は問われない。学業SAおよび学業SBは1年ごとに審査。

### 部活動
本校所定の部活動種目において秀でた能力を有し、学業及び生活態度が優秀である生徒を対象に採用される。すべて専願のみ対象。

### 種類および概要
| 種類                  | 概要 | 対象コース |
| --------------------- | --- | --- |
| 城東特待生(学業SA)    | - 施設設備費190,000円を免除。 - 授業料相当額を奨学費として給付。 - 他に、学習に関わる費用の一部（70万円/3年間）を奨学費として給付。 | - 普通科I類特別選抜 - 普通科I類 - 普通科II類特別選抜 - 電気科スペシャリストコース - 電子情報科スペシャリストコース 以上より、選考・採用。 |
| 城東特待生(学業SB)    | - 施設設備費190,000円を免除。 - 授業料相当額を奨学費として給付。 - 他に、学習に関わる費用の一部（40万円/3年間）を奨学費として給付。 | 同上 |
| 城東特待生（学業A）   | - 施設設備費190,000円を免除。 - 授業料相当額を奨学費として給付。                                                                    | すべての科・コースより選考・採用。 |
| 城東特待生（学業B）   | - 施設設備費の半額95,000円を免除。 - 授業料相当額の半額を奨学費として給付。                                                         | 同上 |
| 城東特待生（部活動A） | - 施設設備費190,000円を免除。 - 授業料相当額を奨学費として給付。                                                                    | すべての科・コースより選考・採用。 |
| 城東特待生（部活動B） | - 施設設備費の半額95,000円を免除。 - 授業料相当額の半額を奨学費として給付。                                                         | 同上 |

### 同窓会奨学金
学業や部活に意欲的に取り組み、他の模範となっている生徒を対象に、同窓会より10万円程度（年額）の奨学金が給付される。高校での取り組みを総合評価して選考される。すべての科・コースを対象とし、返還の義務は無い。ただし、同校の他の種類の奨学生は対象外。

## 進路
国公立大学・準大学・私立大学、短期大学、専門学校、就職など進路は多様である。
国公立大・準大学については、京都大学、東京工業大学、大阪大学、九州大学、医学部などの難関を含み毎年平均して100名弱（平成29年度88名、平成30年度100名、平成31年度75名）が合格している。私立大学については、早慶上智・MARCH・関関同立に毎年数十名（平成29年度48名、平成30年度28名、平成31年度34名）合格している。また、福岡大学・西南学院大学に毎年百数十名（平成29年度161名、平成30年度166名、平成31年度179名）合格し、私立大学合格者数はのべ千数百人（福岡工業大学含む）である。就職については、過去10年ほぼ就職内定率100%である。（平成24年度は98.6%）

## 資格
国家資格・準国家資格などにおいて様々な資格を生徒が取得している。
国家資格では、第一種電気工事士、第二種電気工事士、工事担任者、第2級特殊無線技士（陸上・海上）、危険物取扱者乙種、ITパスポート、基本情報技術者、応用情報技術者の合格実績がある。特に第二種電気工事士については合格者数が全国一位（令和3年度）の実績がある。
福岡県内の高等学校としては数少ない、基本情報技術者試験（FE）の午前科目免除制度の認定校となっている。

## 部活動

### 部活動の一覧[5]

#### 運動部
- 野球部 -  春3回、夏2回 甲子園出場
- 柔道部
- 女子バスケットボール部
- 男子バスケットボール部
- ソフトテニス部
- テニス部
- 応援指導部
- ラグビー部 -  第47回全国高校ラグビー優勝
- 剣道部
- 女子バレーボール部 -  春の高校バレー3回（第71回、第75回、第77回）出場、高校総体3回 出場
- 男子バレーボール部
- 弓道部
- バドミントン部
- 空手道部
- 女子サッカー部
- 男子サッカー部
- 陸上競技部
- 駅伝部 - 令和3年度全国高校総体3000sc出場
- ソフトテニス部
- 卓球部
- ダンス部 - 『夏の日本高校ダンス部選手権』全国大会スモールクラスにおいて、2016年全国準優勝。

「American Dance/Drill Team National/International USA2018 (ダンスドリル世界大会) 」HIP HOP部門 優勝、総合 準優勝
- ハンドボール部

#### 文化部・同好会・プロジェクト
- 吹奏楽部 - 全日本吹奏楽コンクールに通算32回出場うち第1位 2回、金賞 15回受賞。（2019年現在）
- 写真部
- 放送技術部（技術）
- 放送技術部（放送）
- 文藝学部
- 書道部
- 無線部
- 図書部
- ボランティア部
- 科学部-第32回福岡県高等学校総合文化祭自然科学部門 福岡県大会最優秀賞
- 箏曲部
- クッキング部
- 茶道部
- 歴史研究同好会
- クリエイトアート同好会
- 電子回路同好会
- ESS同好会
- 演劇同好会
- 落語同好会-「第9回ひむかの国こども落語全国大会」優秀賞受賞
- 合唱同好会
- 公務員研究同好会
- クイズ研究同好会
- ロボット相撲プロジェクト-第25回高校生ロボット相撲大会 全国大会ラジコン型第3位
- ロボットプログラミングプロジェクト
- 映像クリエイタープロジェクト-朝日新聞『 性犯罪、赤ずきんがRPG風に解決　高校生が防犯動画 』
- エコデンカープロジェクト
- ITプロジェクト
- マイコンカーラリープロジェクト
- 生徒会執行部
- 生徒会環境部

野球部・女子バレーボール部・吹奏楽部は強化部に指定されている。
年度末までに部活動立ち上げ申請を行えば次年度から発足できる場合もある。

## 施設設備

### 高校施設
- 吹奏楽部練習棟
- 体育館
- 柔道場
- 剣道場
- テニスコート
- 野球場
- 弓道場
- 上善荘・セミナーハウス
- パソコン室
- 売店
- 図書館

### 利用可能な福岡工業大学の主な施設
- 大学図書館
- FITアリーナ
- FITホール
- オアシス（食堂）
- FITカフェ
- セブンイレブン

## 寮
- 坦心寮（男子）
- コスモス寮（女子）

強化部に所属する生徒および遠方の生徒が入寮することができる。

## 交通アクセス
鉄道
- JR福工大前駅（鹿児島本線）- 駅直結 博多駅から快速約14分

## 出身著名人・関連人物
- 園田義男（柔道家、元軽量級世界チャンピオン）
- 園田勇（柔道家、モントリオールオリンピック中量級チャンピオン）
- 谷亮子（柔道選手、金メダリスト、参議院議員）
- 日下部基栄（柔道選手、銅メダリスト）
- 江種辰明（柔道選手）
- 近藤悦子（柔道選手）
- 七條芳美（柔道選手）
- 濱野千穂（柔道選手）
- 天本光（元プロ野球選手）
- 若林淳至（元プロ野球選手）
- 井上修（元プロ野球選手）
- 小金丸満（元プロ野球選手）
- 早川実（元プロ野球選手）
- 永池恭男（元プロ野球選手）
- 小椋真介（元プロ野球選手）
- 中島俊哉（元プロ野球選手）
- 定岡卓摩（元プロ野球選手）
- 西村憲（元プロ野球選手）
- 柴田講平（元プロ野球選手）
- 安部友裕（元プロ野球選手）
- 笠原将生（元プロ野球選手、YouTuber）
- 中谷将大（元プロ野球選手）
- 笠原大芽（元プロ野球選手）
- 梅野隆太郎（プロ野球選手）
- 山川晃司（元プロ野球選手）
- 大山恭平（プロサッカー選手）
- 梶川喬介（ラグビー選手）
- 梶木真凜（ラグビー選手）
- 南里新（ラグビー選手）
- 誠直也（俳優　ラグビー選手として1967年の全国高校ラグビーフットボール選手権大会優勝）
- なかやまきんに君（お笑い芸人、ボディビルダー）
- 尾形大作（演歌歌手）
- 副田信隆（作詞・作曲家）
- 米満薫（熊本放送アナウンサー）
- 外囿祥一郎（航空自衛隊航空中央音楽隊・ユーフォニアム奏者）
- 松井一郎（大阪市長（公選第21代）・前大阪府知事（公選第18代・第19代）・元大阪府議会議員・日本維新の会代表（第2代）・前大阪維新の会代表（第2代）） - 大阪工業大学高等学校から転校